# Walter Pörschmann
Walter Pörschmann (* 16. März 1903 in Leipzig; † 31. Juli 1959 in Beerfelden, Odenwald) war ein deutscher Bandoneonspieler und Komponist der 1920er bis 1950er Jahre.

## Leben
Im Alter von neun Jahren erhielt Walter Pörschmann von seinem Vater, dem Bandoneonlehrer und Musikalienhändler Otto Pörschmann († 1931), den ersten Bandoneonunterricht, daneben studierte er Klavier und Musiktheorie. Mit 16 Jahren trat er zum ersten Mal öffentlich als Solist auf.
Karriere machte Pörschmann sowohl als Komponist und Arrangeur sowie als Bandoneonvirtuose. 1924, im Alter von 21 Jahren, wirkte er schon maßgeblich an der Gestaltung des 144-tönigen Einheitsbandoneons mit. 1925 kam er mit der Tangokapelle von Juan Llossas nach Argentinien. Anschließend bereiste er als Mitglied bedeutender Tanzorchester Deutschland und viele andere Länder Europas. 1927 eröffnete er ein Musikgeschäft in Berlin und war in diversen Tanzorchestern vor allem mit Tango und Polka erfolgreich. 1931 übernahm er das elterliche Musikgeschäft in Leipzig. Von 1933 an war Pörschmann wieder in Berlin ansässig und arbeitete als Bandoneonlehrer am Stern’schen Konservatorium. Im Dritten Reich widmete er sich auch verstärkt dem Akkordeon. Er trat im Rundfunk auf, komponierte, spielte Platten ein und ging mit namhaften Tanzorchestern auf Gastspielreisen. 1939 wurde Pörschmann eingezogen und bei der Truppenbetreuung eingesetzt. Nach Kriegsende setzte er seine Karriere zuerst in Leipzig, dann in Frankfurt fort. Von 1957 an trat er regelmäßig im Fernsehprogramm des Hessischen Rundfunks auf.
Walter Pörschmann starb im Alter von 56 Jahren während einer Tournee.

## Wirkung
Seine Kompositionen und Arrangements, darunter auch Lehr- und Studienwerke, haben bis heute ihre Verehrer, die ihn unbestritten als den größten deutschen Bandoneonspieler rühmen. Im öffentlichen Bewusstsein ist Walter Pörschmann jedoch nicht mehr präsent.

## Werke für Bandoneon (in Auswahl)
- Schule des modernen Bandoneonspiels, Band 1 und 2 (1925)
- Aufmarsch der Picadors, Marcia espana
- Avanti sempre, Konzertmarsch
- Beim Fünfuhrtee, Potpourri
- Czikos-Spiele, Intermezzo
- Die Libelle, Konzert-Caprice
- Festlicher Marsch
- Harmonika-Polka
- Hoch lebe die edle Volksmusik, Marsch
- Hoch Zeppelin, Triumph-Marsch
- Im Märchenland, Ouvertüre
- Königin der Rosen, Walzer-Improvisation
- Mein Ideal, Konzertmarsch
- Ouverture Goldzauber
- Puszta-Blumen, Walzer-Intermezzo
- Scherzo a-moll für 5 Bandonions
- Unter Hamburger Flagge, Konzert-Marsch
- Vater Rhein, Marsch
- Waldstimmung, Tonbild
- Waldvöglein, Konzert-Polka
- Rhythmic Moments, Bravour Fox
- Lustiger Postillion, Charakterstück

(zitiert nach vorliegenden Originalnoten)